# Ben Richards
Ben Richards, es un actor inglés.

## Biografía
Su hermano menor Jamie Benson fue miembro de la banda "Hepburn".
En el 2003 se casó con Helen Richards, sin embargo la pareja se divorció en agosto del 2012 después de 15 años de matrimonio. La pareja perdió a siete bebés durante su matrimonio debido a un raro trastorno genético que ambos llevan.
En enero del 2012 Ben anunció que había sido diagnosticado con cáncer de intestino después de que inicialmente ignorara algunos de los síntomas y que los médicos habían descubierto un tumor de seis centímetros, sin embargo en enero del 2013 anunció que se encontraba en remisión después de someterse a una cirugía y a ciclos de quimioterapia y radioterapia.
Desde el 2014 sale con la presentadora de televisión inglesa Kirsty Duffy, la pareja le dio la bienvenida a su primera hija juntos, Freja-Amelie Richards el 31 de marzo de 2015.

## Carrera
Ben es patrón de "Expressions Performing Arts" en Mansfield, Nottinghamshire.
En el 2001 apareció como invitado en la serie médica Doctors donde interpretó a Jimmy Lancaster, más tarde volvió a aparecer en la serie ahora interpretando en tres episodios al señor Kit en el 2015. En julio de 2003 Ben sacó el sencillo On My Own.
En 2005 se unió al elenco principal de la cuarta temporada de la serie Footballers' Wives donde interpretó a Bruno Milligan, hasta el 2006.
En 2006 apareció como invitado en la octava temporada de la serie médica Holby City donde dio vida al 
fisioterapeuta Justin Fuller, anteriormente había aparecido por primera vez en la serie en el 2001 donde interpretó a Glen Acfield en el episodio "Forgiveness of Sins".
El 17 de octubre de 2007 se unió al elenco principal de la serie policíaca The Bill donde interpretó al oficial de la policía Nate Roberts hasta el 10 de octubre de 2010. Personaje que volvió a interpretar en la serie cuando apareció como invitado en la popular serie alemana SOKO Leipzig durante el episodio "Entführung in London" en el 2009.
En 2011 reemplazó al actor australiano Jason Donovan en el personaje de Mitzi alias "Tick" de la obra de teatro Priscilla, Queen of the Desert.
Desde enero del 2013 Ben es patrón de la caridad encargada de hacer conciencia "Bowel Cancer UK", Richards también es patrón de "Chestnut Tree Hous".
El 26 de mayo de 2015 se unió al elenco principal de la serie británica Hollyoaks donde interpretó al sargento de la policía Ben Bradley, hasta el 27 de mayo de 2016 después de que su personaje fuera arrestado y encarcelado erróneamente por el asesinato de Trevor Royle.

## Filmografía[19]

### Series de televisión
| Año         | Título                        | Personaje         | Notas                           |
| ----------- | ----------------------------- | ----------------- | ------------------------------- |
| 2015 - 2016 | Hollyoaks                     | Sgt. Ben Bradley  | 96 episodios                    |
| 2015        | Doctors                       | Mr. Kit           | 3 episodios                     |
| 2007 - 2010 | The Bill                      | Nate Roberts      | 90 episodios                    |
| 2009        | SOKO Leipzig                  | Nate Roberts      | episodio "Entführung in London" |
| 2006        | Holby City                    | Dr. Justin Fuller | 11 episodios                    |
| 2005 - 2006 | Footballers Wive$: Extra Time | Bruno Milligan    | 11 episodios                    |
| 2005 - 2006 | Footballers' Wives            | Bruno Milligan    | 17 episodios                    |
| 1999        | Dad                           | Todd              | episodio "Transcendadtal"       |

### Películas
| Año  | Título       | Personaje            | Notas                                                                                                 |
| ---- | ------------ | -------------------- | --- |
| 2015 | Monsoon Tide | Mensajero de Charles | junto a Rebecca Grant, Rez Kempton, Kevin Kemp, Clark Crewe, Victoria Ashford y Michael van Koetsveld |

### Apariciones
| Año              | Título                      | Notas                            |
| ---------------- | --------------------------- | -------------------------------- |
| 2006, 2010, 2014 | The Wright Stuff            | 3 episodios - panelista invitado |
| 2007, 2009       | Children in Need            | 2 episodios - intérprete         |
| 2009             | The National Lottery: Big 7 | presentador                      |
| 2006             | Strictly Dance Fever        | episodio # 2.1 - juez            |

### Teatro
| Año       | Obra                                  | Personaje          | Director (a)     | Teatro                      | Notas                                             |
| --------- | ------------------------------------- | ------------------ | ---------------- | --------------------------- | ------------------------------------------------- |
| 2012-2013 | 9 to 5                                | Franklin Hart, Jr. | -                | -                           | junto a Jackie Clune y Bonnie Langford            |
| 2012      | An Evening with Ben Richards          | Ben                | -                | -                           | junto a Portia Emare                              |
| 2011      | Peter Pan                             | Capitán Hook       | -                | Grand Canal Theatre         | -                                                 |
| 2010      | Priscilla, Queen of the Desert        | Mitzi "Tick"       | Simon Phillips   | Adephi Theatre              | junto a Oliver Thornton y Ray Meagher             |
| 2006-2007 | Guys and Dolls                        | Sky Masterson      | Michael Grandage | Piccadilly Theatre          | junto a Don Johnson, Claire Sweeney y Lisa Stokke |
| 2003      | Little Shop of Horrors                | Dentista           | -                | -                           | -                                                 |
| 2002      | The Full Monty                        | Jerry Lukowski     | -                | The Prince of Wales Theatre | junto a Julie-Alanah Brighten y David Ganly       |
| 1999      | The Bee Gees                          | -                  | -                | -                           | -                                                 |
| 1998      | Saturday Night Fever                  | Tony Manero        | -                | London Palladium Theatre    | junto a Joanne Farrell, Nina French y Mark McGee  |
| 1995      | Hot Mikado                            | Pish-Tush          | -                | Queen's Theatre             | junto a Lawrence Hamilton y Paul Manuel           |
| 1993      | Grease                                | Terry Johnson      | Mike Dixon       | -                           | -                                                 |
| 1992      | Grease                                | Kenickie           | -                | -                           | junto a Shane Richie                              |
| -         | -                                     | Bill Sikes         | -                | Crucible Theatre            | -                                                 |
| -         | Time Flies                            | -                  | -                | -                           | -                                                 |
| -         | Robin Hood & Babes in the Wood        | -                  | -                | -                           | -                                                 |
| -         | The All New Jimmy Cricket Show        | -                  | -                | -                           | -                                                 |
| -         | Grease                                | Danny Zuko         | -                | -                           | -                                                 |
| -         | Radio Times                           | -                  | -                | -                           | -                                                 |
| -         | The Joe Longthorne Summer Show        | -                  | -                | -                           | -                                                 |
| -         | The Magic of the Musicals Tour        | -                  | -                | -                           | -                                                 |
| -         | The Golden Songs of the Silver Screen | -                  | -                | -                           | -                                                 |
| -         | Tribute to Rudolf Nuryev              | -                  | -                | -                           | -                                                 |
| -         | Meet the Boys                         | -                  | -                | -                           | -                                                 |
| -         | Up on the Roof                        | -                  | -                | -                           | -                                                 |